# 주한 이탈리아 대사관
주한 이탈리아 대사관(이탈리아어: Ambasciata d'Italia a Seoul)은 이탈리아 정부가 대한민국에 설치한 대사관이다. 
대사는 페데리코 파일라이며, 조선민주주의인민공화국을 겸임하고 있다.

## 예술 작품
대사관은 이탈리아 작가 살바토레 가라우의 작품을 소장하고 있다.

## 역사
- 1886년 7월 24일 : 조선-이탈리아 수호통상조약 및 부속통상장정 비준
- 1905년 : 을사조약으로 인해 대한제국의 국권 박탈
- 1956년 11월 24일 : 국교 재개 합의
- 1957년 : 한국-이탈리아 양국 모두 공사관 동시 설치
- 1959년 4월 16일 : 정식으로 대사관 승격
- 2009년 6월 : 유엔빌리지에 위치하고 있었던 대사관을 한남동 중심부의 일신빌딩 3층으로 이전

## 관할 구역 및 겸임국
주한 이탈리아 대사관의 관할 구역은 대한민국 전 지역을 관할하고 있지만, 조선민주주의인민공화국도 겸임하고 있다.

## 주요 조직
- 경제 및 상무과
- 정치과
- 영사과
- 문화과
- 언론과
- 과학담당관실
- 북한과
- 무관실

## 주요 업무
주요 업무로는 한국 정부와의 외교 교섭 및 경제 협력, 자국 국민의 보호와 여권 발급은 물론, 여행객에 대한 사증 발급과 더불어 국가 정보 및 관광 정보를 제공하고 있는 것을 주력하고 있다. 단, 비자의 경우 종래에는 필요없이 자유로이 왕래할 수 있게 되지만 코로나19 범유행 이슈를 계기로 비자 발급 조건이 더 까다로워지는 중이다. 그 외에도 거주 및 취업 목적으로 사용할 경우 비자는 필수적으로 발급해야 한다.

## 휴무일
- 대한민국의 공휴일 전체
- 이탈리아의 공휴일 중 일부 (축일 등)
- 매주 토~일요일

## 같이 보기

### 일반 주제
- 대한민국-이탈리아 관계
- 이탈리아의 대외 관계
- 주이탈리아 대한민국 대사관

### 주변국에 설치한 이탈리아 공관
- 주일본 이탈리아 대사관
- 주홍콩 이탈리아 총영사관(중국어판)